# Rajella leopardus
Rajella leopardus är en rockeart som först beskrevs av von Bonde och Swart 1923.  Rajella leopardus ingår i släktet Rajella och familjen egentliga rockor. IUCN kategoriserar arten globalt som livskraftig. Inga underarter finns listade i Catalogue of Life.